# Други сазив Вијећа народа Републике Српске
Други сазив Вијећа народа РС је изабран 6. децембра 2006. године, a распуштен 23. децембра 2010. године.

## Руководство
За председавајућег Вијећа народа изабран је Џевад Османчевић, док су за потпредседавајућег из реда српског народа изабран је Момир Малић, из реда хрватског народа изабран је Драго Видовић, а из реда Осталих народа изабран је др Мирослав Микеш. Док је за секретара Вијећа народа изабран је Мирко Стевановић.
Председници клубова делегата су: Сташа Кошарац (из реда српског народа), Томислав Томљановић (из реда хрватског народа), Един Рамић (из реда бошњачког народа) и Саша Чудић (из реда осталих народа).

## Делегати
Састав већа, по клубовима делегата је следећи:
Клуб делегата из реда српског народа:
- Момир Малић
- Сташа Кошарац
- Никола Ђукић
- Дубравко Сувара
- Милан Тукић
- Зоран Филиповић
- Дарко Бањац
- Велимир Сакан

Клуб делегата из реда хрватског народа:
- Драго Видовић
- Томислав Томљановић
- Љубица Бањац
- Весна Сладојевић
- Милан Маринчић
- Марко Скоко
- Иванка Гаврић
- Славен Пекић

Клуб делегата из реда бошњачког народа:
- Џевад Османчевић
- Един Рамић
- Фадил Бањановић
- Сенија Капетановић
- Илијаз Пилав
- Михнет Окић
- Ибрахим Кујан
- Омер Велаџић

У Клуб делегата из реда осталих:
- Др Мирослав Микеш
- Саша Чудић
- Франц Сошња
- Иван Прихода